# Awren (obwód Warna)
Awren (bułg. Аврен) – wieś w północno-wschodniej Bułgarii, w obwodzie Warna. Centrum administracyjne gminy Awren. Według danych Narodowego Instytutu Statystycznego, 31 grudnia 2012 roku wieś liczyła 696 mieszkańców.